# Endergonikus reakció
Az endergonikus azt jelenti, hogy energiát felvenni. A kifejezés egyik része, az -ergonikus, a görög tő ergon=munka; az end prefixum pedig a görög en=tenni valamibe szóból származik. Termodinamikai tekintetben a munka, az energia egy formája, az, amit a rendszer a környezetnek ad le. Ellentétben, az endergonikus reakciók a környezetből energiát vesznek fel. Azaz egy ilyen reakció során energia kerül a rendszerbe. 
Egy endergonikus reakció első látásra a termodinamika második főtételének egy kivétele, hiszen a vizsgált rendszerben, melyben egy ilyen reakció folyik, csökkent véletlenszerűség és stabilitás, másrészt nagyobb rend észlelhető. Azonban a világegyetem teljes entrópiája növekedett, mivel egy ilyen reakció energiabefektetést igényel, energia fogy a környezetből. Ebből következik, hogy nem mennek végbe spontán.

## Lásd még
- Exergonikus reakció
- Endoterm reakció